# Ключови технологии за развитие
Ключовите технологии за устойчиво развитие (англ. key enabling technologies) наричани още технологии с ключова перспектива представляват група технологии, които предоставят качеаствено нови възможности за икономическо и социално развитие и за технологична и икономическа ефективност от ново поколение на базата на новите технологични перспективи от научното изследване и реализация на такива технологии.
Ключовите технологии за развитие включват, но без да се ограничават до: фотоника, нанотехнологии, нанокомпютри, биоразградими материали, технологии за рециклиране на вредни емисии от атмосферата, синтез на горива на база рециклиране на CO2 с възобновяема енергия, приложна квантова механика, и др.